# Gornja Crnuća
Gornja Crnuća (izvirno srbsko Горња Црнућа) je naselje v Srbiji, ki upravno spada pod Občino Gornji Milanovac; slednja pa je del Moraviškega upravnega okraja.

## Demografija
V naselju živi 213 polnoletnih prebivalcev, pri čemer je njihova povprečna starost 51,1 let (50,9 pri moških in 51,3 pri ženskah). Naselje ima 86 gospodinjstev, pri čemer je povprečno število članov na gospodinjstvo 2,78.
To naselje je, glede na rezultate popisa iz leta 2002, večinoma srbsko, a v času zadnjih treh popisov je opazno zmanjšanje števila prebivalcev.
|  |

| Demografija | Demografija     | Demografija     |
| Leto        | Št. prebivalcev | Št. prebivalcev |
| ----------- | --------------- | --------------- |
|             |                 |                 |
|             |                 |                 |
|             |                 |                 |
|             |                 |                 |
| 1948        | 712             |                 |
| 1953        | 668             |                 |
| 1961        | 619             |                 |
| 1971        | 483             |                 |
| 1981        | 413             |                 |
| 1991        | 319             | 318             |
| 2002        | 239             | 239             |
|             |                 |                 |

| Etnična sestava po popisu iz leta 2002 | Etnična sestava po popisu iz leta 2002 | Etnična sestava po popisu iz leta 2002 | Etnična sestava po popisu iz leta 2002 | Etnična sestava po popisu iz leta 2002 |
| -------------------------------------- | -------------------------------------- | -------------------------------------- | -------------------------------------- | -------------------------------------- |
| Srbi                                   | Srbi                                   |                                        | 236                                    | 98,74%                                 |
| Črnogorci                              | Črnogorci                              |                                        | 2                                      | 0,83%                                  |
| Neznano                                | Neznano                                |                                        | 1                                      | 0,41%                                  |